# Lenka Geislerová
Lenka Geislerová, přezdívaná Lela (* 2. února 1975 Praha) je česká výtvarnice, zpěvačka a rapperka. Její sestry jsou známé herečky Ester Geislerová a Anna Geislerová.

## Život
Pochází z umělecké rodiny. Její matka Věra je akademická malířka a otec Petr Geisler japanolog (narozen 1949, zemřel 3. ledna 2009 na těžkou cirhózu jater). Její babička z otcovy strany Růžena Lysenková byla herečka. Má dvě sestry Annu a Ester, které jsou známé herečky. Má dvě děti Ference a Máriu.

## Profesní kariéra
Vystudovala Střední uměleckou školu Václava Hollara. Počátkem 90. let 20. století byla členem jedné z prvních českých hiphopových skupin WWW.
Vypracovala návrhy transparentů a pracovala jako výtvarnice plakátu pro film Krysař (2003). V roce 2007 dělala asistenta architekta svému švagrovi, filmovému architektovi Janu Kadlecovi pro film O uloupené divožence. V roce 2008 vytvořila kostýmy pro epizodu Soukromé pasti: Ukradená spermie. V roce 2011 vytvořila plakát pro film Nevinnost (nominace na cenu za nejlepší plakát v rámci Českých lvů 2011), kde hrála její sestra Anna jednu z hlavních rolí.
Lela Geislerová společně s Martinem Machem Ondřejem pro časopis Respekt tvoří komiks Zen žen. První číslo stripu vyšlo 5.4. 2010. V roce 2023 získalo souborné vydání komiksu cenu Magnesia Litera v kategorii Humoristická kniha.